# Papa Eugênio I
Eugênio I (em latim: Eugenius I); (Roma, 615 — Roma, 2 de junho de 657) foi o Papa da Igreja Católica de 10 de agosto de 654 até a data de sua morte.

## Vida
Nasceu em Roma e foi eleito cerca de um ano e um mês antes da morte do seu antecessor, que estava exilado em Constantinopla. Comunicou a todos os países da Europa o triste fim de Martinho I, que fora deposto e aprisionado pelo imperador Constante II em 18 de junho de 653, sendo mantido no exílio até a sua morte em setembro de 655. Eugênio I não teve o mesmo fim do antecessor, pois o imperador seria derrotado pelos muçulmanos, em 655. Mesmo com a eleição do Papa Eugênio I, considera-se o fim do pontificado do antecessor Martinho I, como sendo a data de sua morte, 16 de setembro de 655, portanto cerca de um ano e um mês depois da eleição de Eugênio I.
O problema teológico mais relevante de seu pontificado, trazido pelo anterior papa aqui referido, dizia respeito à natureza da vontade de Cristo, o monotelismo.
Está sepultado na Basílica de São Pedro, Cidade do Vaticano.